# Historia del Tango Vol. 2: La época Romántica
Historia del Tango Vol. 2: La época Romántica es un álbum de estudio por el bandoneonista de tango argentino Astor Piazzolla y su gran orquesta, grabado originalmente durante 1967, y editado años más tarde en Argentina en 1973 por el sello Polydor. Se trata del segundo volumen de Historia del Tango Vol. 1: La guardia Vieja editado en 1967. Se grabaron varios tangos para un tercer volumen, pero no se editó en su momento. 

## Historia
Astor Piazzolla grabó y editó en 1967 el primer volumen de esta serie llamado Historia del Tango Vol. 1: La guardia Vieja, con clásicos del tango. El segundo volumen también se registró en 1967, titulado Historia del Tango Vol. 2: La época Romántica, pero no se editó sino hasta 1973. Se llegaron a grabar algunos tangos para un tercer volumen que no vio la luz en su momento. En 2021 el sello Universal Music en Japón, editó una edición de éste segundo volumen en donde se incluyeron algunas de las piezas que se iban a publicar en el tercer volumen, incluyendo dos tangos cantados por Egle Martin.

## Lanzamiento y reediciones
Historia del Tango Vol. 2: La época Romántica se editó originalmente en Argentina y Uruguay en 1973 en sonido monofónico. Polydor lo reeditó en Argentina en 1976 en sonido estereofónico, y en Uruguay lo volvió a editar en 1978. El mismo sello publicó el álbum en Japón en 1982. La primera edición en CD se publicó en Estados Unidos, también por Polydor. En una reedición japonesa de 2021 por el sello Universal Music se incluyeron algunas de las piezas que se iban a publicar en el tercer volumen, incluyendo dos tangos cantados por Egle Martin.

## Lista de temas
Todas las canciones escritas y compuestas por Astor Piazzolla, excepto donde se indica. 
| Lado A |                |          |  |
| N.º    | Título         | Duración |  |
| 1.     | «Taconeando»   | 3:00     |  |
| 2.     | «Griseta»      | 3:52     |  |
| 3.     | «Los Mareados» | 2:56     |  |
| 4.     | «Loca Bohemia» | 2:59     |  |
| 5.     | «Recuerdo»     | 3:35     |  |

| Lado B |                  |          |  |
| N.º    | Título           | Duración |  |
| 6.     | «Boedo»          | 3:53     |  |
| 7.     | «En las sombras» | 3:50     |  |
| 8.     | «Pampero»        | 2:59     |  |
| 9.     | «La revancha»    | 2:40     |  |
| 10.    | «Noche de amor»  | 2:50     |  |

| Bonus track de la reedición japonesa en CD de 2021 |                         |             |          |  |
| N.º                                                | Título                  | Cantante    | Duración |  |
| 11.                                                | «Uno»                   |             |          |  |
| 12.                                                | «Sur»                   |             |          |  |
| 13.                                                | «Malena»                |             |          |  |
| 14.                                                | «Percal»                |             |          |  |
| 15.                                                | «Retrato de mi mismo»   |             |          |  |
| 16.                                                | «Graciela oscura»       | Egle Martin |          |  |
| 17.                                                | «Las Rosas Golondrinas» | Egle Martin |          |  |

## Créditos
- Astor Piazzolla - bandoneón
- Kicho Díaz - contrabajo
- Oscar López Ruiz - guitarra eléctrica
- Osvaldo Manzi - piano
- Antonio Agri - violín